# Frank Lapidus
Frank Lapidus è un personaggio della serie televisiva Lost, interpretato da Jeff Fahey. Fa parte del cargo arrivato sull'isola per catturare Benjamin Linus, in qualità di pilota dell'elicottero che fa da tramite tra la nave e l'isola. Fa il suo debutto nella quarta stagione, nell'episodio Morte accertata. Ha la fama di essere un gran bevitore, come affermato da Naomi in una sua conversazione con Abaddon e si presta spesso per dare aiuto ai sopravvissuti del volo 815 contro i mercenari di Martin Keamy al termine della quarta stagione.

## Biografia

### Prima dell'isola

#### Infanzia e carriera iniziale
Originario del Bronx, New York, prima di arrivare sull'isola Lapidus ha lavorato come pilota nella flotta della Oceanic Airlines ed era stato assegnato al volo 815 il 22 settembre 2004, prima di essere sostituito per il fatto che la sua sveglia è suonata tardi. Nel momento in cui il volo 815 viene ritrovato in mare al largo di Bali, in Indonesia, Lapidus si accorge immediatamente che è un falso, notando che il cadavere del suo amico Seth Norris non era quello del suo sostituto. Viene poi assunto da Matthew Abaddon come pilota d'elicotteri nel cargo che arriverà sull'isola, il Kahana.

#### Sul Kahana
Una volta a bordo del cargo si troverà a parlare con Kevin Johnson, alias Michael Dawson, al quale confesserà di avere accettato il lavoro perché Charles Widmore, l'uomo che ha finanziato la spedizione, crede come lui che l'aereo rinvenuto nella Fossa di Sunda sia un falso e spera così di trovare qualche sopravvissuto sull'isola.

### Sull'isola

#### Quarta stagione
Localizzata l'isola il Kahana si ferma in alto mare a 80 miglia dalla costa. Naomi parte con un elicottero verso di essa ma a causa di un'avaria è costretta a lanciarsi con un paracadute. La donna, salvata in Piovuta dal cielo da Charlie, Desmond, Hurley e Jin, comunicherà ai sopravvissuti della presenza del Kahana. Quando, al termine di Attraverso lo specchio, Jack riuscirà a chiamare George Minkowski quest'ultimo invierà sull'isola una squadra composta da Miles, Charlotte e Daniel, questa volta su un elicottero pilotato da Frank. Sempre a causa di avaria Lapidus fa paracadutare i tre, ma grazie alla sua esperienza fa atterrare l'elicottero senza danni e perde i sensi. Una volta ripresosi spara un razzo di segnalazione e viene ritrovato dai sopravvissuti in Morte accertata.
Dati gli enormi sforzi compiuti dall'elicottero durante il suo ultimo atterraggio di emergenza al velivolo resta solo il carburante necessario a ritornare fino alla nave con pochi passeggeri a bordo. Charlotte intanto è stata ritrovata da Locke, che però non la vuole lasciare andare via. Frank promette di portare Sayid e Desmond sulla nave in cambio della liberazione di Charlotte. Sayid scambia Miles con Charlotte e insieme a Desmond e alla salma di Naomi partono alla volta del Kahana.
Partito alla volta del Pacifico nella speranza di ritrovare qualche sopravvissuto al disastro aereo del volo 815 scoprirà ben presto che la reale missione per la quale sono stati incaricati da Widmore non è quella che credeva e per la quale si è imbarcato. Accompagna quindi sull'isola i mercenari di Keamy, che uccidono Alex, Danielle e Karl, ma vengono attaccati e decimati dal fumo nero inviato da Jacob per proteggere l'isola. Keamy fa quindi ritorno sul Kahana, dove all'insaputa di Michael (aka Kevin Johnson) e di Frank si fa installare un dispositivo in grado di rilevare i suoi battiti cardiaci e che in caso di morte farà saltare in aria il cargo uccidendo chiunque a bordo.
Una volta tornato sull'isola viene ammanettato all'elicottero e poi liberato dai sopravvissuti del volo 815 dopo un violento scontro a fuoco con i mercenari di Keamy, il quale penetra all'interno dell'Orchidea nell'intento di trovare Ben. Il velivolo parte quindi dall'isola alla volta del Kahana con a bordo Frank, Jack, Kate, Sawyer, Hurley, Sayid. Durante il volo Lapidus si accorge di una perdita di carburante dovuta a una pallottola che ha forato il serbatoio e ordina ai passeggeri di gettare in mare tutto il carico che non sia strettamente necessario, ma ciò non basta e Sawyer decide di saltare giù dall'elicottero e di tornare a nuoto alla spiaggia. Frank atterra sulla nave, tappa il buco con il nastro adesivo e prende una tanica di carburante. Sull'elicottero che riparte salgono anche Desmond e Sun insieme al piccolo Aaron. Lapidus fa appena in tempo a decollare che il cargo esplode costringendo il velivolo a tornare sull'isola.
Intanto Ben, dopo avere ucciso Keamy, gira la ruota nei sotterranei dell'Orchidea e sposta l'isola, che scompare sotto i loro occhi. Frank, non avendo un luogo dove atterrare, è costretto ad ammarare una volta finito il poco carburante rimasto e il loro gommone viene ritrovato poco tempo dopo dalla barca di Penelope Widmore.

### Dopo l'isola
Nei tre anni successivi agli eventi dell'isola Frank continuerà a pilotare aerei di linea, questa volta presso la Ajira Airways, soprattutto lungo la tratta Los Angeles-Guam. Sarà anche ai comandi del volo 316.

#### Quinta stagione
Frank ritorna in scena nel sesto episodio della quinta stagione, 316, in qualità di pilota del volo Ajira Airways 316 diretto a Guam, indicato a Jack, Sun e a Ben da Eloise Hawking come quello ideale per tornare sull'isola. Quando scopre che ai comandi del velivolo c'è il suo vecchio amico Frank Jack chiede di potergli parlare. Frank esce dalla cabina e vedendo alle spalle del chirurgo anche Kate, Hurley, Sayid e Sun capisce che qualcosa non quadra e ne avrà conferma quando, qualche minuto dopo, l'aereo incontra una violenta turbolenza. Jack, Kate, Hurley e Sayid scompaiono in un lampo di luce bianca e l'aereo tenta un atterraggio d'emergenza lungo la pista sull'isola Idra costruita anni prima dal progetto DHARMA.
Dopo l'impatto, nel corso del quale il copilota di Frank è rimasto ucciso, e una volta riuniti i passeggeri del volo 316 Frank accompagna Sun sull'isola principale dove nella cittadina degli Altri, abbandonata da tempo, incontrano Christian Shephard, il quale mostra loro una foto dell'annuario della Dharma del 1977: vi sono ritratti anche i passeggeri scomparsi poco prima dell'atterraggio. Christian consiglia loro di restare là e attendere l'arrivo di John Locke. Sun decide di rimanere con Locke e cercare suo marito Jin insieme a lui mentre Frank fa ritorno all'isola dell'Idra con l'intenzione di riparare la radio dell'aeroplano e tentare una chiamata di soccorso. Ma una volta giunto sull'isoletta scopre che una dei sopravvissuti allo schianto del volo 316, Ilana, ha trovato delle armi e si è autoproclamata leader del gruppo. Frank, non sapendo rispondere all'enigmatica domanda posta dalla donna "Cosa giace ai piedi della statua?", viene tramortito. Si risveglia su un outrigger che Ilana, Bram e altri tre uomini stanno utilizzando per riportarlo sull'isola e lì li sente discutere riguardo al fatto che lui possa essere un potenziale candidato. In seguito li accompagna nella giungla verso il piede della Statua, dove dovranno incontrare gli Altri.

#### Sesta stagione
In Los Angeles LA X Frank confessa a Sun di non fidarsi di Ilana e dei suoi uomini. Vede l'Uomo in nero sferrare un pugno a Richard e partecipa poi alla sepoltura del vero John Locke. Frank accompagna poi Sun, Ben e Ilana nella ricerca (e possibile salvataggio) di qualche sopravvissuto all'attacco del Tempio. Vi trovano solo Miles e decidono di recarsi alla spiaggia. Il pilota ode Miles dire che è stato Ben a uccidere Jacob e rivela a Ben che avrebbe dovuto essere lui il pilota del volo Oceanic 815. Alla spiaggia incontrano Jack, Hugo e Richard.
Al fine di evitare che l'Uomo in nero lasci l'isola Richard suggerisce di distruggere l'aereo della Ajira, usando la dinamite della Roccia Nera. Frank va laggiù con gli altri, ma Ilana rimane uccisa trasportando l'esplosivo e Hurley decide di fare saltare in aria il vecchio brigantino, insieme al suo contenuto, per prevenire qualsiasi incidente futuro. Hurley, al contrario di Richard, vuole andare a parlare all'Uomo in nero e Frank si unisce a lui, arrivando fino all'accampamento del Mostro di fumo.
In seguito il braccio destro di Charles Widmore, Zoe, si reca al campo, che minaccia di radere al suolo con l'artiglieria nel caso in cui l'Uomo in nero si rifiuti di restituire loro Desmond. Su consiglio di Sawyer Frank, Jack, Hurley, Sun e Claire scappano dall'accampamento con l'intenzione di unirsi agli uomini di Widmore. Jack abbandona però il gruppo, mostrando una certa riluttanza a lasciare l'Isola, ma gli altri cinque raggiungono l'Idra. Ma è Widmore a tradirli questa volta imprigionandoli nelle gabbie per animali del Progetto DHARMA. L'Uomo in nero attacca il campo sotto le sembianze del Mostro di fumo, lasciando che Jack possa liberare i suoi amici. Si dirigono quindi all'aereo della Ajira, ma una volta lì l'Uomo in nero rivela che il velivolo è carico di C4 e suggerisce loro di tornare a casa usando il sottomarino di Widmore.
Una volta immersi si accorgono però che il falso Locke ha riempito la borsa di Jack con C4 collegato a un timer. Sayid decide quindi di sacrificarsi e, afferrato l'esplosivo, si allontana dagli altri qualche istante prima che avvenga la deflagrazione. Durante il naufragio Frank è stordito dall'urto contro una porta d'acciaio. Il giorno seguente viene recuperato in mare da Miles e Richard, i quali stanno attraversando lo stretto fra l'Isola principale e l'Idra a bordo di un outrigger con l'intenzione di distruggere l'aeroplano. Egli convince i due a riparare il mezzo e a farlo pilotare da lui. Dopo avere accolto a bordo anche Sawyer, Kate e Claire riesce a fare decollare l'aereo per fare poi rotta verso casa.

## Sviluppo del personaggio
Fin dopo l'arrivo di Naomi Dorrit (Marsha Thomason) sull'isola al termine della terza stagione i produttori della serie avevano iniziato a pensare agli altri personaggi che si sarebbero dovuti trovare sul Kahana. Avevano inoltre già deciso che ogni membro dell'equipaggio doveva avere una ragione strettamente personale che lo spingesse a trovare l'isola. Furono quindi creati Lapidus, Miles Straume, Charlotte Staples Lewis e Daniel Faraday, i cui rapporti con i sopravvissuti del volo 815 saranno poi il punto cruciale degli eventi della quarta stagione. Il nome "Lapidus" era stato utilizzato per numerose comparse da Edward Kitsis (l'ultima delle quali nell'episodio Exposé con il nome di Rick Lapidus) fino all'ideazione del personaggio "Frank Lapidus, pilota di elicotteri". Secondo quanto dichiarato da produttori Lindelof e Cuse l'unico attore che presero in considerazione per la parte di Frank fu lo stesso Fahey. Cuse aveva già visto Fahey in The Lawnmover Man e in The Marshal e sia lui che Lindelof avevano commentato "i suoi occhi intensi", constatando come egli presentasse tutte le caratteristiche necessarie allo svolgimento della parte. Il ruolo venne quindi offerto direttamente all'attore newyorkese, senza che vi fosse alcuna audizione. Quando la produzione aveva iniziato a pensare a lui, Fahey si stava prendendo un periodo di pausa dalla sua carriera di attore e viveva in Afghanistan dove dirigeva un orfanotrofio a Kabul e dove faceva del volontariato. Quando venne contattato da Cuse si trovava sulla cima di una montagna nei pressi di Caracas, Venezuela, mentre era intento ad aprire un altro orfanotrofio durante un temporale. Non aveva mai visto la serie prima di allora, ma i produttori gli raccontarono la trama delle prime tre stagioni nel tentativo di convircerlo a tornare a recitare e accettare il ruolo. Anche una volta ingaggiato l'attore non sapeva ancora se avrebbe avuto solamente un ruolo da guest star oppure tra i personaggi principali. Lo sciopero degli sceneggiatori tra il 2007 e il 2008 e la conseguente anticipazione del finale di stagione fece sì che il ruolo di Lapidus e dell'equipaggio del Kahana all'interno della serie fosse messo in secondo piano rispetto a quanto avrebbero voluto gli autori. Il ruolo e la storia di Miles, Charlotte, Frank, Daniel e degli altri uomini del cargo saranno poi approfonditi all'interno della quinta stagione.

## Episodi dedicati a Frank
| Stagione | Titolo italiano | Titolo originale | Tipo di flash |
| -------- | --------------- | ---------------- | ------------- |
| 4        | Morte accertata | Confirmed Dead   | flashback     |